# アイ・アム・サム
『アイ・アム・サム』（I am Sam）は、2001年に公開されたアメリカ映画。知的障害を持つ父親と、幼い娘との純粋な愛をビートルズの曲とともに描いたドラマ映画。
父親役のショーン・ペンがアカデミー賞主演男優賞にノミネートされた。娘役のダコタ・ファニングは放送映画批評家協会賞、ゴールデン・サテライト賞、ラスベガス映画批評家協会賞、ヤング・アーティスト賞を受賞し、映画俳優組合賞の助演女優賞にも最年少でノミネートされた。また、当映画は日本アカデミー賞の外国作品賞にノミネートされた。

## あらすじ
主人公サムは知的障害により7歳児と同等の知能しか持ち合わせていない。サムはその娘にルーシー・ダイアモンドと名付けた。
ルーシーは徐々に父親サムの知能を越えて成長したが、娘と同等かそれ以下の知能しかないサムは今後のルーシーを育てる養育能力が無いのではと指摘されてしまう。ルーシーは施設で保護されることになり、サムは失意にくれる。
父親サムはルーシーとまた一緒に暮らす為、法廷で闘う決意を固め、エリート弁護士のリタに依頼する。自分が社会奉仕の仕事もできることを見せつけるために無償で弁護を引き受けたリタだったが、どう考えてもサムには不利な裁判。彼の障害者の友人たちは裁判で普通の証言ができず、外出恐怖症の隣人もその壁を乗り越え証言台に立つが、相手の検察官にやり込められてしまう。
サムには条件付きの親権しか認められず、ルーシーは里親と一緒に暮らすことになる。里親はルーシーを大切に育てるがルーシーの為に生活のすべてを捧げるサムに対して、ルーシーを一番愛しているのはサムであると確信し彼にそう告げる。

## 出演
| 役名                             | 俳優                             | 日本語吹き替え | 日本語吹き替え | 日本語吹き替え |
| 役名                             | 俳優                             | ソフト版       | 日本テレビ版   |                |
| -------------------------------- | -------------------------------- | -------------- | -------------- | -------------- |
| サム・ドーソン                   | ショーン・ペン                   | 山路和弘       | 平田広明       |                |
| リタ・ハリソン・ウィリアムズ     | ミシェル・ファイファー           | 塩田朋子       | 戸田恵子       |                |
| ルーシー・ダイアモンド・ドーソン | ダコタ・ファニング               | 金田朋子       | 宇山玲加       |                |
| アニー・カッセル                 | ダイアン・ウィースト             | 翠準子         | 日色ともゑ     |                |
| ランディ・カーペンター           | ローラ・ダーン                   | 林佳代子       | 堀越真己       |                |
| マーガレット・キャルグローブ     | ロレッタ・デヴァイン             | 滝沢ロコ       | 磯辺万沙子     |                |
| Mr.ターナー                      | リチャード・シフ                 | 仲野裕         | 郷田ほづみ     |                |
| イフティ                         | ダグ・ハッチソン                 | 根本泰彦       | 多田野曜平     |                |
| ロバート                         | スタンリー・デサンティス         | 小島敏彦       | 岩崎ひろし     |                |
| ブラッド                         | ブラッド・シルバーマン           | 小森創介       | 渡辺穣         |                |
| ジョー                           | ジョセフ・ローゼンバーグ         | 佐々木敏       | グラシアス小林 |                |
| ウィリー・ハリソン               | チェイス・マッケンジー・ベバック | 有馬瑞香       |                |                |
| コナー・ローズ                   | メイソン・ルセロ                 | 久保田恵       |                |                |
| フィリップ・マクニーリー         | ケン・ジェンキンス               | 長克巳         |                |                |
| ジョージ                         | ボビー・クーパー                 | 大滝寛         |                |                |
| レベッカ                         | キャロライン・キーナン           | 堀越真己       |                |                |
| ライト                           | ウェンディ・フィリップス         | 弘中くみ子     |                |                |
| ブレイク                         | メアリー・スティーンバージェン   | 吉沢希梨       |                |                |
| リリー                           | ロザリンド・チャオ               | 村竹あおい     |                |                |
| ジャスロウ                       | マイケル・B・シルバー            | 蓮池龍三       |                |                |

- 日本テレビ版：2005年3月4日『金曜ロードショー』
- サムの友人役（友人も障害者）で実際に3人の障害者が映画に出演している。
- ダコタの実妹エル・ファニングが2歳時のルーシー役で出演している。

## 登場人物
サム・ドーソン
知的障害者のある青年。コーヒーショップのスターバックスで働きながらシングルファーザーとしてルーシーを育てている。職場では客に商品を渡したり消耗品の補充したり店内の掃除などの雑務をこなしている。職場では客が注文した飲み物を渡す時に「いいのを選びましたね」と言うのが口癖。明るく穏やかで子煩悩な性格だが、自分の意見が通らない時や他人に見下された時などは声を荒らげることもある。ビートルズが好きで時々会話に彼らにまつわる話を取り入れることもある。レストランチェーンのアイホップの朝食セットが大好き。養育権の審理までの約1ヶ月間、ルーシーと週2回監視付きで2時間だけ会うことが許される。
リタ・ハリソン・ウィリアムズ
法律事務所所属の優秀な弁護士。裁判の弁護を依頼に来たサムをテキトーに断るはずが、同僚の前でつい「私の依頼者で無料奉仕で弁護するつもり」と言ってしまう。渋々弁護を引き受けるが、父親としてルーシーを思うサムのひたむきさを目の当たりにして、次第に真剣に取り組み始める。仕事で忙しくしていることもありイライラしていることが多く、サムの話も手短に切り上げようとしたり車を運転する時は他の車に暴言を吐いている。夫や息子とは不仲で夫は他の女性と不倫関係にあり、終盤で離婚した。ビートルズの中では、ジョージ・ハリスンが一番好き。
ルーシー・ダイアモンド・ドーソン
サムの娘。12月6日生まれの6歳で、作中で7歳になる。幼いながらも利口で芯が強く父親思いな性格だが、周りから時々サムの障害についてからかわれたり好奇の目で見られることに心を痛める。夜寝る前にサムにドクター・スースの絵本などを読んでもらっている。審理期間中サムと離れて暮らすが、ある日の面会で友達のお母さんが親権争いに負けて6年間母子で会えなくなった話をして、自分たちもそうなることを恐れてサムと逃げようとする。
アニー・カッセル
サムの向かいのマンションに暮らすおばさん。サムの部屋とは同じ階なため窓を隔ててお互いのリビングの様子を窺える状態。ルーシーが生まれた直後から子育てに不慣れなサムに色々と助言したり、彼の勤務時間中に面倒を見るようになりルーシーにとって母親代わりのような存在となる。ピアノが得意で、ジュリアード音楽院を首席卒業している。父親から虐待を受けていた辛い過去を持つ広場恐怖症。後日サムの養育権の審理に証人として出廷するも、相手の検事に父親の事を指摘されて何も言えなくなる。
ランディ・カーペンター
ルーシーが施設で保護された後彼女を預かることになった女性。一軒家で夫と二人暮らししており、ルーシーを養子に迎えることを考え始める。ルーシーの父親としてサムと出会うも、彼女との接触を試みる彼に「親としてのけじめがつかない」と苦言を呈する。夫婦でルーシーと親しくなろうと努力する。
マーガレット・キャルグローブ
児童福祉局の職員。ルーシーを育てられるかを見に偶然ルーシーの誕生日にサムの自宅に訪れるが、直後にサムがトラブルを起こして父親失格と判断する。後日審理期間中に2時間だけの約束でルーシーと会ったサムが、規則を破って父子で出かけてしまい、駆けつけたリタに文句を言う。
Mr.ターナー
検事。サムの裁判で、彼がルーシーを育てられないことを証言者などの証言から証明しようとする。ブレイクを育てたのは母親ではなく母方の祖父母であると論じる。
サムの友人たち（ロバート、ジョーなど）
8年前からサムと毎週木曜日に夕方から夜にかけて“ビデオ・ナイト”と題して持ち回りで自宅に集まってビデオを一緒に見るなど交流している。小学校入学前に靴を買いに行くルーシーとサムに付添い一緒に選んだり、彼の留守番電話の応答メッセージの録音に付き合うなどする。養育権の審理をすることになったサムのため、電話帳に載っていた広告から法律事務所を見つけ、弁護してもらうよう勧める。審理では、サムを応援する気持ちで同席する。
ウィリー・ハリソン
リタの息子。年はルーシーと同じくらい。広い家で暮らし裕福な家庭に育つが、仕事で忙しいリタからあまりかまってもらえず親の愛情に飢えており、わざとリタの目の前で食べ物で汚れた手をソファで落とそうとするなどの行動を取ることがある。ルーシーとは仲が良い。
コナー・ローズ
ルーシーの小学校のクラスメイト。教育熱心な父親がいる。ルーシーの家に遊びに来るが、サムの話し方を真似して彼女をからかう。ルーシーの誕生日パーティに父親と共に招待されるがサムとトラブルを起こし、ルーシーとサムが離れ離れになるきっかけを作ってしまう。
フィリップ・マクニーリー
サムの審理の裁判官。リタやターナーがそれぞれ主張に熱が入りすぎるためその都度冷静になるよう促す。
ジョージ
サムの雇い主で彼の良き理解者である。サムをスターバックスで時給8ドルで雇っており、後日彼からコーヒーを淹れる担当にして給料を上げるよう頼まれる。証人として出廷した時にコーヒー担当として雇うと証言し、後に実現させる。
レベッカ
ルーシーの母。ホームレスだったらしく一晩ほど寝泊まりできる場所を求めてサムとベッドを共にした。その時ルーシーを妊娠するが、サムと結婚する気も母親になるつもりもなく、出産した直後に2人を置いて去っていく。
ブレイク
医者。母親は知的障害者だったらしく、子供の頃は母方の祖父母の家で暮らしていた。審理の証人として出廷し、ルーシーと似たような立場として、サムと彼女が一緒に暮らすことに理解ある言葉をかける。
リリー
アイホップの客。偶然そばの席に座っていたサムに話しかけて親しくなり「私と一緒に来て」と店を出るよう誘うが、実は娼婦。店内で客引きを行ったのを警察に目撃され、彼女に声をかけられたサムも買春容疑で警察署に連行される。

## スタッフ
- 監督：ジェシー・ネルソン
- 脚本：クリスティン・ジョンソン 、ジェシー・ネルソン
- 製作：マーシャル・ハースコヴィッツ、エドワード・ズウィック

## 音楽
この映画には、多くのビートルズの楽曲が使われている。これは、取材先の障害者施設の利用者の多くがビートルズが好きであったためである。しかし、ビートルズの楽曲をそのまま使うには手続きが間に合わないため、多くの豪華アーティストによるビートルズのカヴァーを行ったが、逆にそれが話題となった。

## 評価
レビュー・アグリゲーターのRotten Tomatoesでは145件のレビューで支持率は35%、平均点は4.80/10の一方、一般レビュワーの25000件以上の評価では86%と、大きな開きがある結果となった。Metacriticでは33件のレビューを基に加重平均値が28/100となった。